# Razz (artist)
Razz, egentligen Rasmus Ott, född 30 juli 1989, är en dansk artist som vann MGP Nordic 2002 med låten Kickflipper. Han är även skådespelare och har bland annat medverkat i Jesus och Josefine.